# Operación Mar Verde
La Operación Mar Verde de 1970 (conocido en portugués como Operação Mar Verde - y también conocida fuera de Portugal como Invasión portuguesa de Guinea) fue un ataque marítimo en la zona de Conakri en Guinea por unos 350 a 420 soldados portugueses y guineanos dirigidos por portugueses. Los objetivos de la operación incluye el derrocamiento del régimen de Ahmed Sékou Touré, la captura del líder del Partido Africano para la Independencia de Guinea y Cabo Verde (abreviado: PAIGCV), Amílcar Cabral, la destrucción de los activos navales y aéreas del PAIGCV y sus partidarios guineanos, y el rescate de los prisioneros de guerra portugueses mantenidos en Conakri.
Los atacantes se retiraron después de rescatar a los prisioneros de guerra y de destruir algunos buques de la PAIGCV e infraestructura de las fuerzas aéreas de Guinea, pero no pudieron capturar a Amílcar Cabral, líder de las guerrillas del PAIGCV, o derrocar al legítimo presidente de Guinea, Ahmed Sekou Touré.

## Antecedentes
En 1952, Ahmed Sékou Touré, se convirtió en el líder del Partido Democrático de Guinea (PDG). En 1957, Guinea tuvo unas elecciones en la que el PDG ganado 56 de 60 curules. El PDG llevó a cabo un plebiscito en septiembre de 1958 por el que los guineanos mayoritariamente optaron por la inmediata independencia en lugar de continuar estando asociada con Francia. Los franceses se retiraron y, el 2 de octubre de 1958, Guinea se proclamó como república soberana e independiente, con Touré como su presidente.
En 1960, Touré dio la bienvenida a Guinea y apoyó a Amílcar Cabral y su organización, el Partido Africano para la Independencia de Guinea y Cabo Verde (PAIGCV), que buscaba la independencia de la Guinea Portuguesa (actual Guinea-Bisáu) y Cabo Verde de Portugal. En 1961, el PAIGCV inició la guerra de Independencia de Guinea-Bisáu.

## Ataque

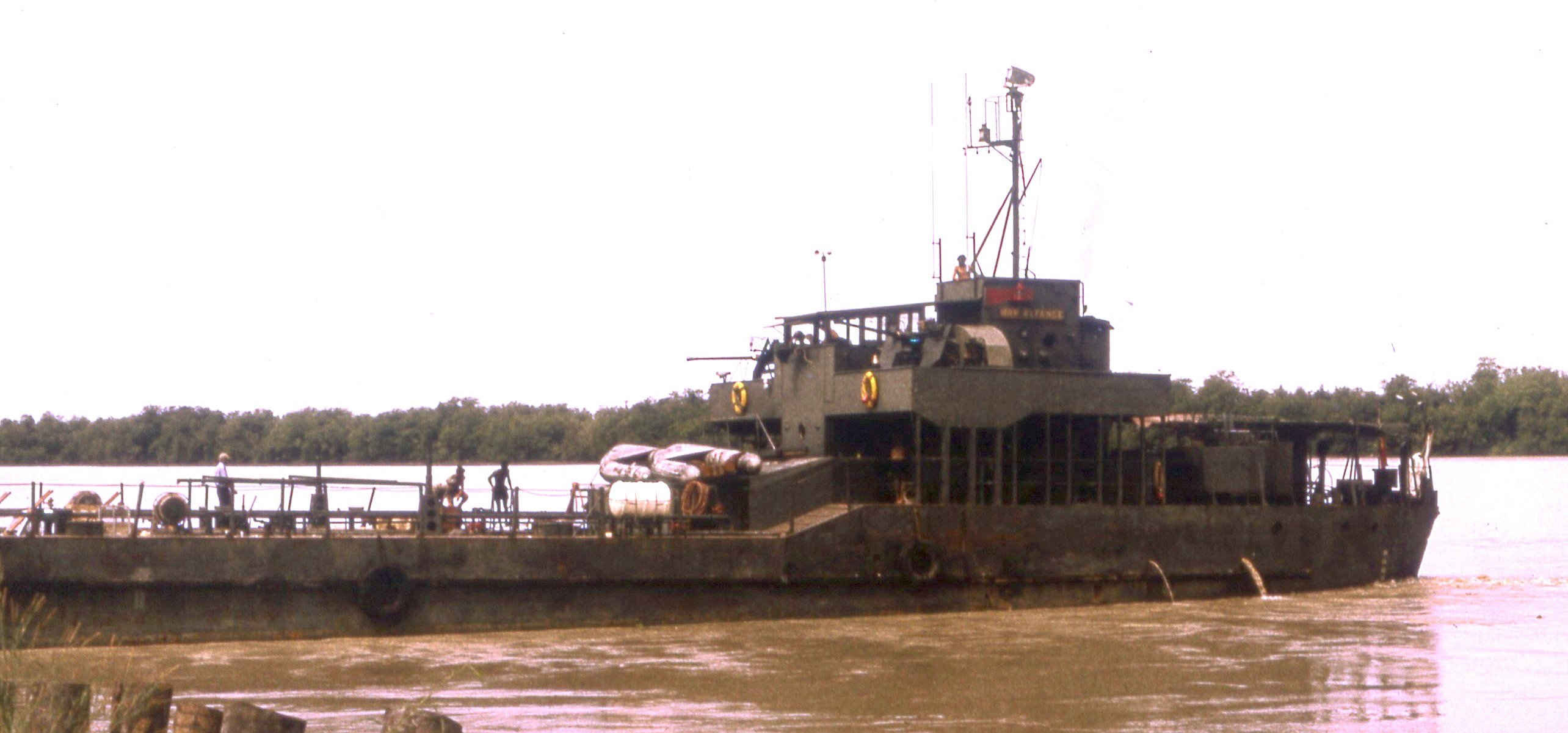
Lanchas de desembarco de la Marina portuguesa durante la guerra colonial portuguesa.

En la noche del 21 al 22 de noviembre de 1970 cerca de 200 guineanos armados vestidos con uniformes similares a los del ejército de Guinea y al mando de oficiales portugueses y 220 soldados portugueses y afro-portugueses desembarcaron en varios puntos alrededor de Conakri. Los soldados desembarcaron de cuatro buques no rastreados, incluido un LST y un buque de carga, y destruyeron 4 o 5 embarcaciones de abastecimiento del PAIGCV. Otros desembarcaron cerca de la casa de verano del presidente Touré, la cual quemaron. Touré se encontraba en el Palacio Presidencial en aquel momento. Otros soldados capturaron dos puestos del ejército, tomaron el control de la planta de alimentación principal de la ciudad, capturaron el cuartel general del PAIGCV (pero no a Amílcar Cabral), y liberaron a 26 prisioneros de guerra portugueses que se encontraban detenidos por el PAIGCV. Las fuerzas milicianas de Guinea lucharon contra los invasores con poco éxito. Dado que no se pudo encontrar tanto a Cabral como a Touré, los asaltantes se retiraron después de sufrir bajas menores.

## Consecuencias

### Purgas internas en Guinea
Una semana después de la invasión, Touré estableció un comité de diez personas: el Haut-Commandement (Alto Mando). Teniendo como personal a miembros leales del Buró Político, el Alto Mando recorrió Guinea por decreto. El Alto Mando supervisó arrestos, detenciones sin juicio y ejecuciones. Las acciones del Alto Mando diezmaron las filas de los funcionarios del gobierno y la policía. Entre las víctimas se encontraban el presidente del Banco Central de la República de Guinea y el ministro de Hacienda Ousmane Baldé. Después de un juicio de cinco días, el 23 de enero de 1971, el Supremo Tribunal Revolucionario ordenó 29 ejecuciones (llevado a cabo tres días después), 33 condenas a muerte en rebeldía, 68 penas de cadena perpetua con trabajos forzados, y 17 órdenes de confiscación de todos los bienes. Las tropas portuguesas de África que habían desertado a Guinea recibieron sentencias de cadena perpetua con trabajos forzados. 89 de los acusados fueron puestos en libertad, pero los disidentes dicen que algunas personas "desaparecieron" en la cárcel o fueron ejecutadas extrajudicialmente. Los condenados a ejecución incluían a miembros del partido de gobierno (incluyendo los jefes de partidos de Conakri), al jefe de policía de Conakri, un secretario del Presidente, un viceministro de Hacienda, y al menos cinco soldados guineanos. Los que tenían sus bienes confiscados eran tanto franceses como libaneses. El destino de otros europeos que fueron arrestados se desconoce. Entre los que recibieron sentencias de cadena perpetua fueron exministros del gobierno, jefes de empresas estatales, un exgobernador de la región, y dos funcionarios del Museo Nacional.
En julio de 1971, Touré purgó el ejército de algunos de sus funcionarios. En abril de 1973, purgó su régimen de algunos de sus ministros.

### Condena política
El 8 de diciembre de 1970, el Consejo de Seguridad de las Naciones Unidas aprobó la Resolución 290, que condenó a Portugal por la invasión de Guinea, y pidió a Portugal respetar los principios de la libre determinación y la independencia con respecto a Guinea. El 11 de diciembre de 1970, el Organización de la Unidad Africana (OUA) aprobó una resolución por unanimidad condenar la invasión.
Nigeria y Argelia ofreció su apoyo a Guinea-Conakri y la Unión Soviética envió buques de guerra a la zona (conocida por la OTAN como la Patrulla de África Occidental) para evitar otras operaciones militares contra el régimen de Touré y contra las bases del PAIGCV en Guinea.

## Lectura adicional

### Memorias de soldados portugueses
- João Tunes. Guiné 63/74 - DCCXXXII: Onde é que vocês estavam em 22 de Novembro de 1970 ? (en portugués). Luís Graça & Camaradas da Guiné, 4 de mayo de 2006. Consultado el 18 de marzo de 2008.
- João Tunes. DA HORA DOS AVENTUREIROS (en portugués), 2 de mayo de 2006. Consultado el 18 de marzo de 2008.
- Carlos Fortunato. Operação Mar Verde - 22 de noviembre de 1970 Archivado el 2 de febrero de 2008 en Wayback Machine. (en portugués), Crónica de Carlos Fortunato, ex-furriel da CCaç. 13. 24 de febrero de 2003, revisado el 21 de julio de 2006. Consultado el 18 de marzo de 2008.

### Libros y reportes
- António Luís Marinho. Operação Mar Verde - um documento para a história.(en portugués) Lisboa: Temas e Debates, 2006. 8°. ISBN 972-759-817-X
- 'Mar Verde': revelados documentos sobre operação militar ainda secreta Archivado el 12 de mayo de 2006 en Wayback Machine. (en portugués). Manuel Carlos Freire. Diário de Notícias. 17 de abril de 2006.
- "Guinea Reports Invasion From Sea by Portuguese; Lisbon Denies Charge U.N. Council Calls for End to Attack Guinea Reports an Invasion From Sea by Portuguese" por la Associated Press, de El New York Times, 23 de noviembre de 1970, Monday Page 1, 644 palabras.
- Cord Eberspächer/Gerhard Wiechmann : Systemkonflikt in Afrika. Deutsch-deutsche Auseinandersetzungen im Kalten Krieg am Beispiel Guineas 1969-1972 (en alemán)(trad. "Sistema de conflicto en África. Enfrentamientos entre las dos Alemanias durante la Guerra Fría por el ejemplo de Guinea 1969-1972") en: Zeitschrift des Forschungsverbundes SED-Staat, Nr. 23, Berlín 2008, ISBN 0948-9878, págs. 30-41.
- Adalbert Rittmueller: "Portugal schoss, die DDR gewann, die Bundesrepublik verlor". Die Rolle der DDR beim Abbruch der diplomatischen Beziehungen durch Guineas 1970/1971 (en alemán)(trad. "Portugal disparó, la República Democrática Alemana ganó, la República Federal Alemana perdió "- el papel de la RDA en la reducción de las relaciones diplomáticas de Guinea 1970/1971), in: Zeitschrift des Forschungsverbundes SED-Staat, Nr. 27, Berlín 2010, ISBN 0948-9878, págs. 230-147.

- Datos: Q770372